# کیوشی یاماشیتا
کیوشی یاماشیتا (ژاپنی: 山下 清; ۱۰ مارس ۱۹۲۲ – ۱۲ ژوئیهٔ ۱۹۷۱) نقاش اهل ژاپن بود. او را «ژنرال لخت» لقب داده بودند چون تنها با یک جلیقه ژاپن‌گردی می‌کرد. معمولاً صحنه‌هایی را که در مسافرت با آنها روبرو می‌شد به سبک چیگیریه (ちぎり絵) می‌آفرید.